# Anva
Anva war eine dänische Warenhauskette, die von 1950 bis 1987 existierte und sich im Eigentum von Dänemarks Verbrauchervereinigung FDB befand. 

## Geschichte

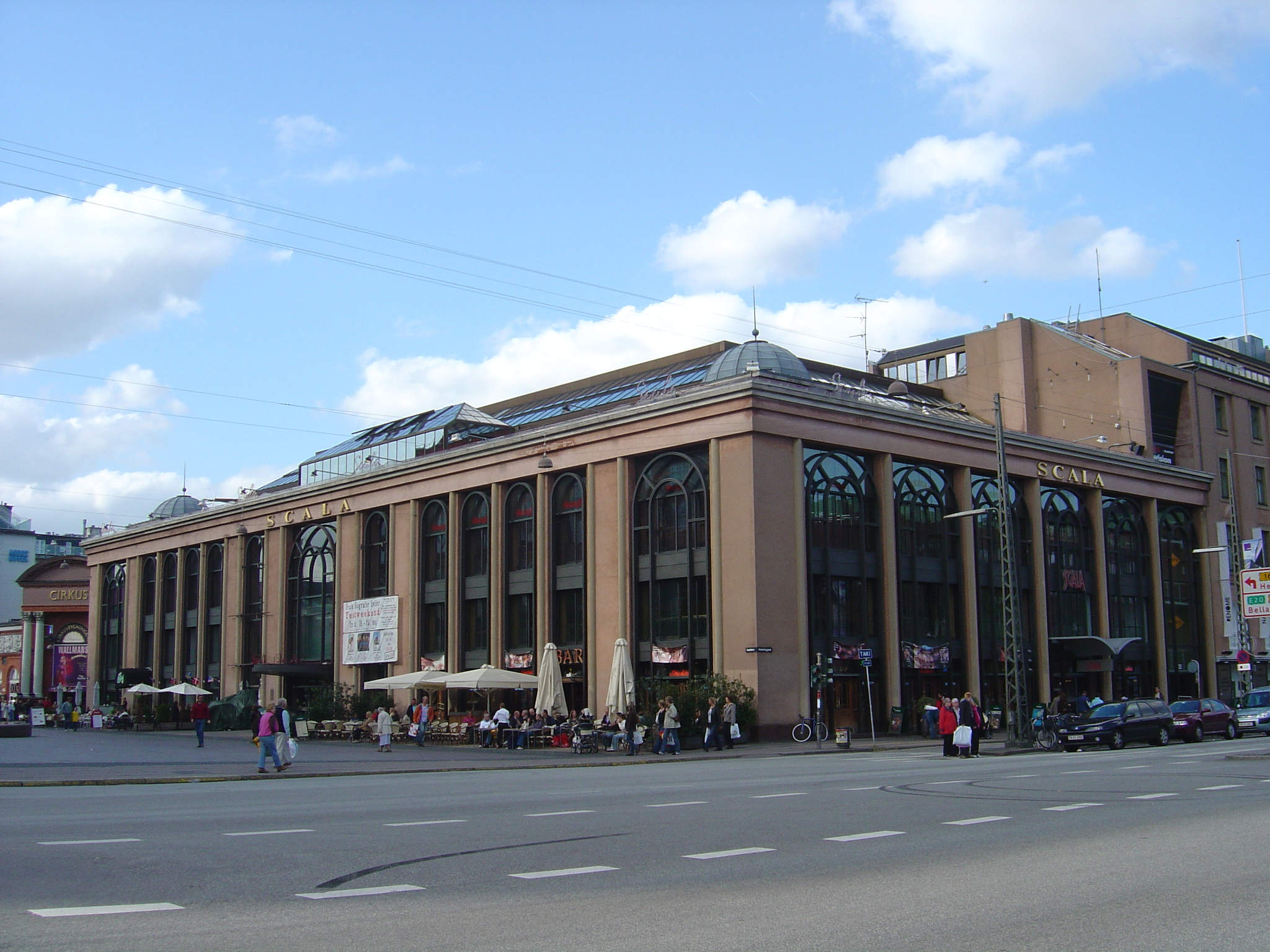
Das Scala-Gebäude war von 1958 bis 1987 Sitz der Kopenhagener Anva-Filiale.

Anva (kurz für Andelsforeningens Varehus = Genossenschafts-Warenhaus) wurde 1950 gegründet. Die erste Filiale lag im Kopenhagener Stadtteil Islands Brygge in der Thorshavnsgade an der Ecke zur Njalsgade. 1958 wurde Anva auf einer größeren Fläche im Scala-Gebäude (dänisch Scalabygningen) an der Vesterbrogade 2 neu eröffnet. Damit lag Anva sehr zentral: in unmittelbarer Nähe befanden sich der Kopenhagener Hauptbahnhof, der Rådhuspladsen und der Tivoli. 
Anva hatte das Ziel, Waren für den breiten Bedarf der ganzen Familie zu günstigen Preisen anzubieten. Ende der 1970er Jahre wurde das Konzept geändert und auf Markenware und andere teure Produkte gesetzt. Danach ließen die Umsätze nach, und 1987 musste Anva schließen. Das Scala-Gebäude wurde 2012 nach mehreren Besitzerwechseln abgerissen.

## Filialen
Anva hatte neben der Kopenhagener Niederlassung Filialen in Esbjerg, Hjørring und Aalborg.